# Grumentum

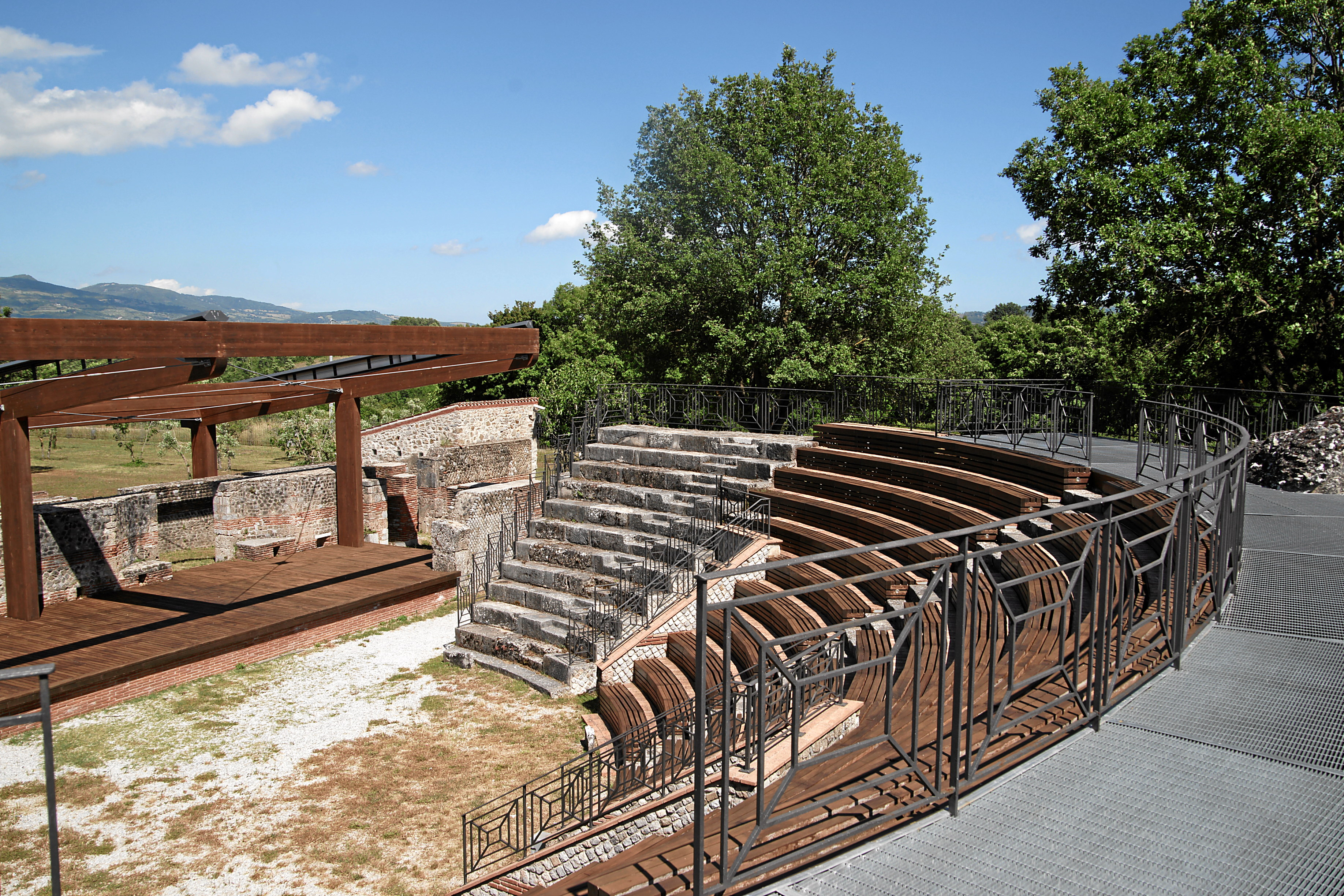
Reste des Theaters von Grumentum

Grumentum ist der Name einer antiken Stadt in Lukanien, Süditalien. Ihre Lage im Zentrum der heutigen Region Basilicata entspricht ungefähr dem heutigen Grumento Nova. Etwa 50 km nördlich liegt das antike Potentia und in dessen Nähe die heutige Bezirksstadt Potenza.
Grumentum lag am rechten Ufer des Flusses Agri (lat. Aciris) auf etwa 600 Meter Höhe, während die Neustadt einen Kilometer entfernt auf fast 800 m Seehöhe liegt. Die Stadt dürfte keine griechische Kolonie, sondern lukanisch und kaum jünger als Rom sein. Das fruchtbare Umland war oft umkämpft und ist manchmal von Erdbeben betroffen.
Im Jahr 215 v. Chr. wurden hier die Karthager unter Hanno dem Großen geschlagen, und 207 erwählte es Hannibal zu seinem Hauptquartier. Im selben Jahr kam es bei der Schlacht von Grumentum wieder in römische Hand. Im römischen Bürgerkrieg war Grumentum stark befestigt und zeitweilig in der Hand beider Parteien. Zur Zeit Sullas wurde es römische Colonia und hatte gewisse Bedeutung und ein großes Amphitheater, dessen Arena beachtliche 60 × 63 m misst. Es ist neben Paestum das einzige derartige Bauwerk in Lukanien.
Die jetzige Ruinenstadt zeigt auch Reste eines Theaters und von Thermen (ca. 57 – 51 v. Chr.), einen ähnlich alten Portikus und ein rechtwinkliges, nach Norden orientiertes Straßennetz.